# 進藤学
進藤 学（しんどう がく、1980年1月7日 - ）は、日本の俳優、ダンサー。本名は蜷川 博信（）。
東京都出身。2019年11月までは太田プロダクション所属。
身長180cm、体重70kg、B105cm W75cm H95cm S27.5cm。

## 来歴・人物
趣味はテニス、バレーボール。立教大学法学部卒業。
2005年に俳優デビュー。芸名の由来は3文字で響きが良いものとのこと（キラキラTVより）。同年の『超星艦隊セイザーX』のアド / イーグルセイザー役にて本格的なテレビ出演をし、知名度をあげた。その後『ミュージカル・テニスの王子様』に出演し、注目を浴びる。
好きな色は赤、黒、言葉は斬新、塩梅、食べ物はイカ、カキなどの海産物系、飲み物は酒とコーヒー。
2011年9月からアメーバスタジオのプレミアム生放送の配信を行なっていた。
2013年からダイエットインストラクターとして活動している。

## 出演

### 公演
- タンゴリベルタ2003
- アルゼンチンタンゴを楽しむディナーパーティー

他、タンゴのイベントなどにプロダンサーとして（2005年以前は本名の蜷川博信名義で）出演

### 舞台
- ミュージカル『テニスの王子様』 - 六角中・黒羽春風 役
  - Advancement Match 六角 feat.氷帝学園（2006年）
  - Absolute King 立海 feat.六角 〜First Service（2006年 - 2007年）
  - Dream Live 4th（2007年）
  - Dream Live 4th Extra in 大阪（2007年）
- ブロードウェイミュージカル PIPPIN（2007年） - ルイ 役
- 風魔の小次郎 舞台版 - 竜魔 役
- 手紙 - 武島剛志 役
- GIFT - 二階堂昴 役
- Knock.Out.Brother -X- - 海美 役
- 金色のコルダ ステラ・ミュージカル - 金澤紘人 役
- MEN&MEN - 伊達義臣 役
- マーダーファトリー - 重森館長 役
- ブラッド・プリズナー - 月嶋怜 役
- プリンスセブン - スリー 役
- アラハン - リュウ 役
- マイルド・セブンティーンズ・スター - 秋元教師 役
- 灰とダイヤモンド（2011年2月16日 - 20日） - ルビー 役
- 白雪姫（2010年 - 2011年） - 王子 役
- LOVE×LETTERS（2011年10月8日 - 10日）
- 落下の王国（2011年11月18日 - 20日）
- The B.B〜トキヲメグル・ハジメテノ・キオク〜（2012年1月） - トキオ 役 ※『青い鳥』がモチーフの作品
- マグダラなマリア ワインとタンゴと男と女とワイン（2012年11月21日 - 30日・12月7日 - 9日） - フレディ・ブランメル 役
- ロイヤルホストクラブ（2013年4月11日 - 14日）
- STAGE 12 vol.2 ドキュメン!（2013年5月14日 - 17日）
- でも未来には君がいる（2013年8月14日 - 18日） - ピー助 役
- ロコへのバラード（2013年9月19日 - 29日・10月4日・5日） - エンリケ 役
- 亜雌異人愚アメイジングなグレイス（2013年11月7日 - 10日・11月14日 - 24日） - フレディ・ブランメル 役
- 不如帰（2014年4月17日 - 20日） - 明智光秀 役
- そして、今夜もニコラシカ（2014年6月13日 - 22日） - 若蔦 役
- Lenz〜桜の中に隠れた烏〜（2014年8月20日 - 24日） - レッドアイ 役
- 魔劇「今日からマ王！」 - ヨザック 役
  - ～魔王再降臨～（2015年10月1日 - 12日、全労済ホールスペース・ゼロ）
  - ～魔王暴走編～（2016年11月3日 - 13日、全労済ホールスペース・ゼロ）
- ヴァルプルギスの夜（2016年4月17日 - 24日） - ガウト 役
- 歌劇派ステージ ダメプリ - リオット・ヴォルテ 役
  - ダメ王子VS完璧王子（2018年12月1日 - 9日、AiiA 2.5 Theater Tokyo）
  - ダメ王子VS偽物王子（2019年5月17日 - 23日、よみうり大手町ホール）
- ミュージカル『新テニスの王子様』 The Second Stage （2022年1月28日 - 2月27日、KAAT神奈川芸術劇場〈ホール〉 他） - 柘植竜二 役
- Homecoming Party「START」（2024年3月22日 - 24日、品川プリンスホテル クラブeX）[7]

### テレビドラマ
- 超星艦隊セイザーX（2005年10月 - 2006年6月、テレビ東京） - アド / イーグルセイザー 役
- ある愛の詩（2006年3月27日、TBS）- 聖 役
- 水曜ミステリー9『新米事件記者・三咲2』（2006年5月17日、テレビ東京）
- 土曜ワイド劇場（テレビ朝日）
  - 変装捜査官・麻生ゆき3
  - 終着駅の牛尾刑事VS事件記者冴子9 灯（2009年12月12日）
- ハッピィ★ボーイズ（2007年4月 - 6月、テレビ東京） - 稲田玄（シルク） 役
- さくら署の女たち（2007年7月 - 9月、テレビ朝日） - 大和修 役
- 風魔の小次郎（2007年10月 - 12月、東京MXテレビ 他） - 竜魔 役
- コスプレ幽霊 紅蓮女（2008年1月11日 - 3月28日、テレビ東京） - 剣塚小五郎 役
- 東京ゴースト・トリップ（2008年4月 - 6月、東京MXテレビ 他） - 死神 / 乾宵 役
- ごくせん（2008年5月17日、日本テレビ） - 成田 役
- 四つの嘘（2008年7月10日 - テレビ朝日） - 坂元弘樹 役
- 魔女裁判（2009年5月2日、フジテレビ） - 岡本昌平（梨華の婚約者） 役
- 俺たちは天使だ! NO ANGEL NO LUCK 第9話（2009年8月26日、テレビ東京）
- 海賊戦隊ゴーカイジャー（2011年2月13日 - 11月13日、テレビ朝日） - シド・バミック / バリゾーグの声 役
- 金曜プレステージ『医療捜査官 財前一二三2』（2011年12月16日、フジテレビ） - 深山 役
- 別れたら好きな人 第29話（2015年11月6日、東海テレビ） - 曽根 役
- 青春探偵ハルヤ〜大人の悪を許さない!〜 第5話（2015年11月12日、読売テレビ） - 倉田幹雄 役
- 絶対零度（2020年） - 浦上努 役

### バラエティなど
- 趣味悠々「今夜あなたとタンゴを踊ろう」（2003年、NHK教育） - 受講生の一人として出演
- きょうの健康（2006年4月 - 2007年3月、NHK）
- 戦国鍋TV 〜なんとなく歴史が学べる映像〜（2011年、tvk 他） - 徳川家綱 役

### 映画
- 劇場版 超星艦隊セイザーX 戦え!星の戦士たち（2005年） - アド 役[2]
- トリコン!!! triple complex（2008年） - エース 役
- キラキラMOVIES「2STEPS!」（2009年） - 須藤数馬 役
- スーパー戦隊シリーズ
  - ゴーカイジャー ゴセイジャー スーパー戦隊199ヒーロー大決戦（2011年） - バリゾーグの声 役
  - 海賊戦隊ゴーカイジャー THE MOVIE 空飛ぶ幽霊船（2011年） - バリゾーグの声 役

### WEBドラマ
- 今夜@青デニ 婚活ノート（2011年） - 榊吾郎 役

### オリジナルビデオ
- ビルド NEW WORLD 仮面ライダークローズ（2019年4月24日） - 柿崎悟志 / 仮面ライダーキルバス 役[8]

### インターネットTV
- でじゃアワー（2005年）

### インターネット ラジオ
- マベラヂW（2007年5月 - 2008年3月）
- マベラヂX（2008年4月 - 2008年12月）

### 玩具
- 仮面ライダービルド DXキルバスパイダー（2023年2月）

### その他
- 明治記念館 - 結婚式場の案内映像のモデルとして出演。

## 作品

### DVD
- R（2007年）
- GAKUEN（2008年12月）

### CD
- ミュージカル テニスの王子様 ベストアクターズシリーズ 006 IRE as 天根ヒカル & 進藤学 as 黒羽春風
- ハッピィ★ボーイズ イメージソングコレクションIV 稲田玄「天使のナミダ」
- 風魔の小次郎 音楽集
- 「トリコン!!! triple complex」オリジナル・サウンドトラック
- Internet Radio マベラヂW

### 写真集
- Majestic（2007年）
- GAKUEN（2009年）

### 本
- DVD付 オチョダイエット 8の字が作りだす究極ボディ